# I liga paragwajska w piłce nożnej (1948)
Mistrzem Paragwaju został klub Club Olimpia, natomiast wicemistrzem Paragwaju został klub Cerro Porteño.
Mistrzostwa rozegrano systemem każdy z każdym mecz i rewanż. Najlepszy w tabeli klub został mistrzem Paragwaju.
Z ligi nikt nie spadł, a ponieważ awansował klub Asunción FBC, liga została powiększona z 10 do 11 klubów.

## Primera División

### Tabela końcowa sezonu 1948
| Poz | Klub                  | Mecze | Zw | Rem | Por | Punkty |
| --- | --------------------- | ----- | -- | --- | --- | ------ |
| 1   | Club Olimpia          | 18    | 12 | 4   | 2   | 28     |
| 2   | Cerro Porteño         | 18    | ?  | ?   | ?   | 25     |
| 3   | Sportivo Luqueño      | 18    | ?  | ?   | ?   | 23     |
| 4   | Club Guaraní          | 18    | ?  | ?   | ?   | 19     |
| 5   | Club Nacional         | 18    | ?  | ?   | ?   | 15     |
| 6   | Club River Plate      | 18    | ?  | ?   | ?   | 15     |
| 7   | Club Libertad         | 18    | ?  | ?   | ?   | 14     |
| 8   | Club Presidente Hayes | 18    | ?  | ?   | ?   | 14     |
| 9   | Atlántida SC          | 18    | ?  | ?   | ?   | 14     |
| 10  | Club Sol de América   | 18    | ?  | ?   | ?   | 13     |

## Klasyfikacja strzelców w sezonie 1948
| Gole | Piłkarz      | Klub          |
| ---- | ------------ | ------------- |
| 24   | Fabio Franco | Club Nacional |